# Parc national des Monts tabulaires
Le parc national des Monts tabulaires (en polonais : Park Narodowy Gór Stołowych), est des 23 parcs nationaux de Pologne, créé le 16 septembre 1993. Situé dans le sud-ouest de la Pologne, il comprend la section polonaise des Monts tabulaires (Góry Stołowe), également connues sous le nom de montagnes de la Table en anglais, qui font partie de la chaîne des Sudètes. Il est situé à la frontière avec la République tchèque. Créé en 1993, le parc couvre une superficie de 63,39 kilomètres carrés, dont 57,79 km² de forêts. La zone de protection stricte est de 3,76 km².

## Description
Actuellement, la vie végétale est principalement composée d’épicéas, qui ont été introduits dans la région au tournant du XIXe siècle pour remplacer les forêts vierges de hêtres et de sapins, qui avaient été coupées. Les forêts naturelles sont rares et ne couvrent qu’environ 3 % des zones boisées. Il y a des tourbières, dont l’une (superficie 393 000 m²) a été classée comme zone strictement protégée en 1959 : la flore caractéristique du Grand Tourbbog Batorowski, l’une des rares tourbières surélevées en Pologne, est représentée par des espèces telles que le pin des marais. Dans les zones boisées du parc, il y a des chevreuils, des cerfs élaphes, des cochons sauvages, des écureuils, des hérissons, de nombreux oiseaux et reptiles, dont des lézards et des vipères.

## Galerie

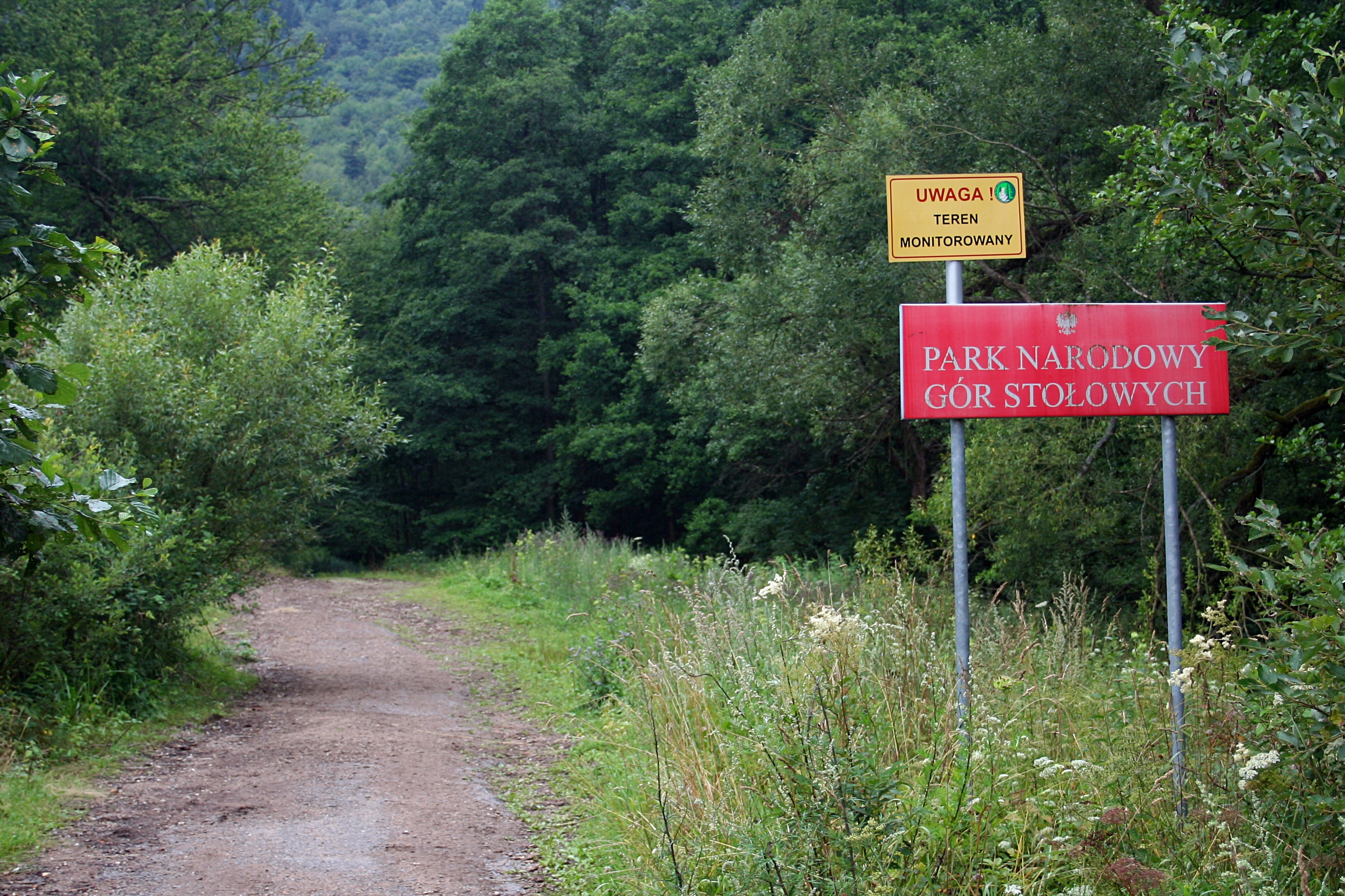
Signalisation à l'entrée du parc
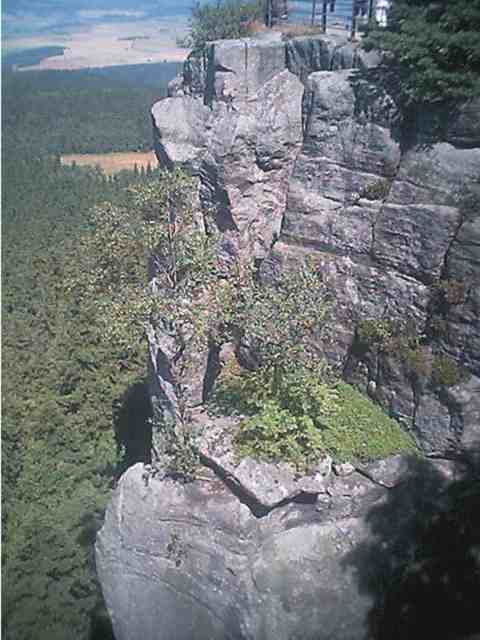
Une des falaises de Szczeliniec Wielki
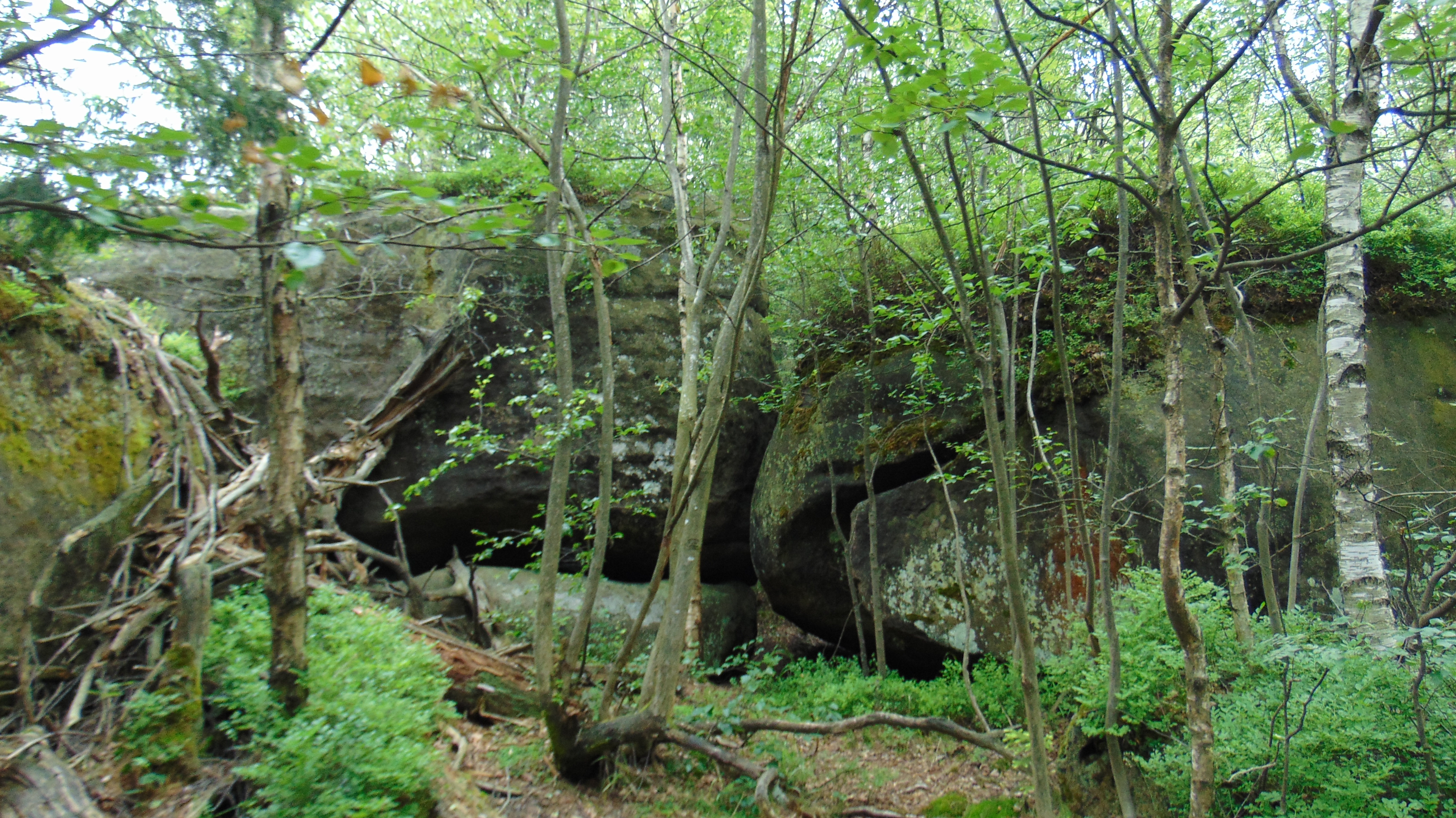
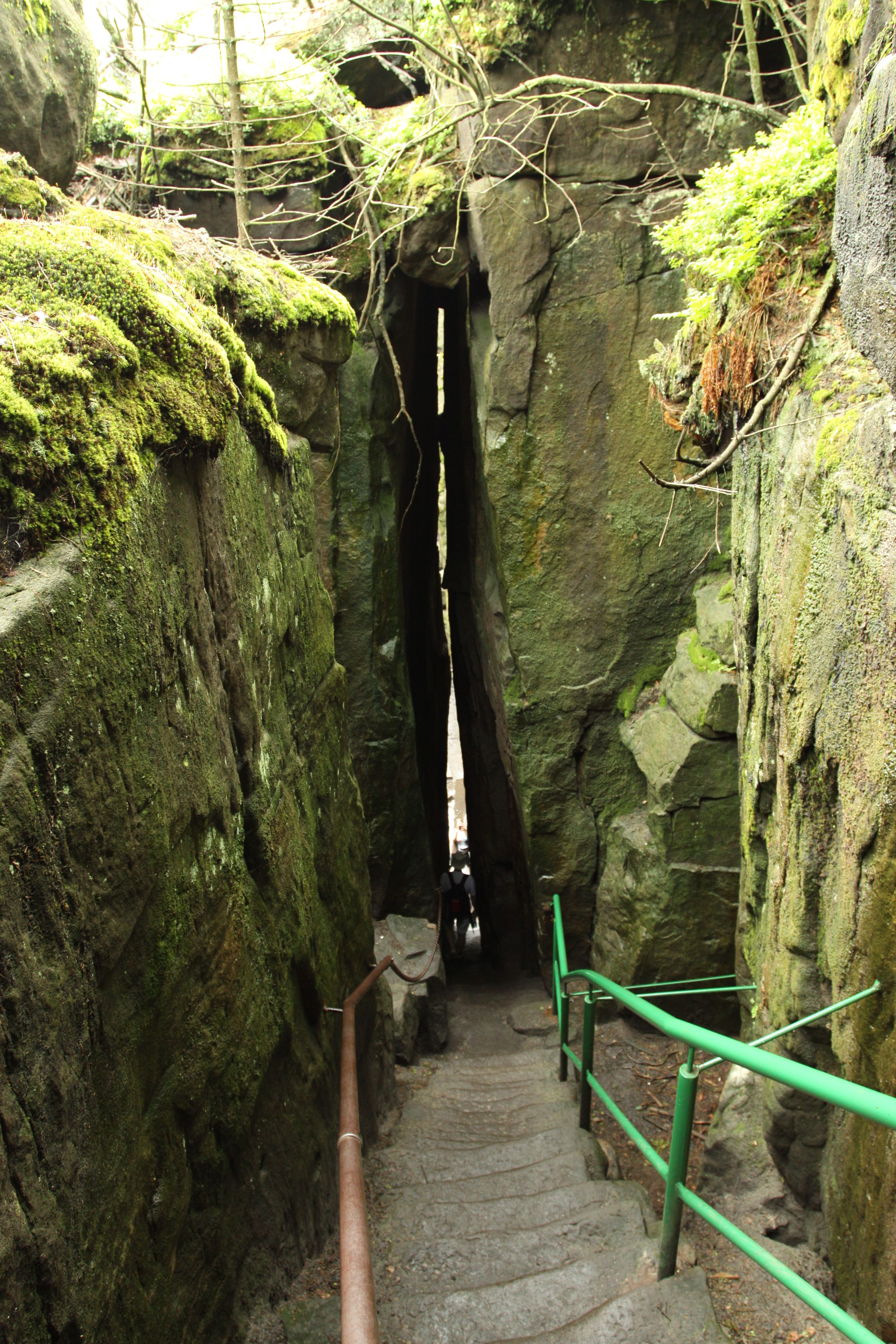
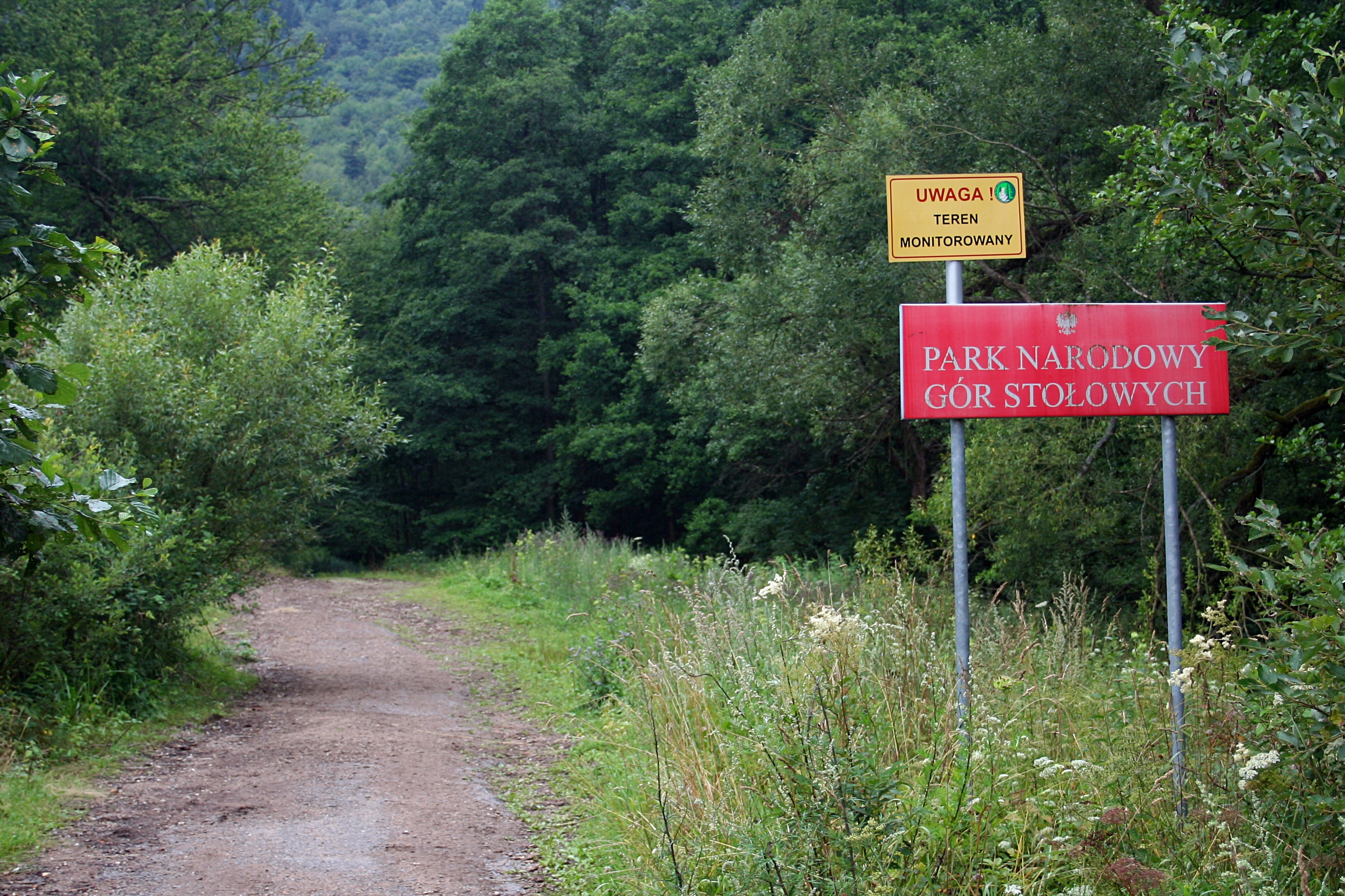
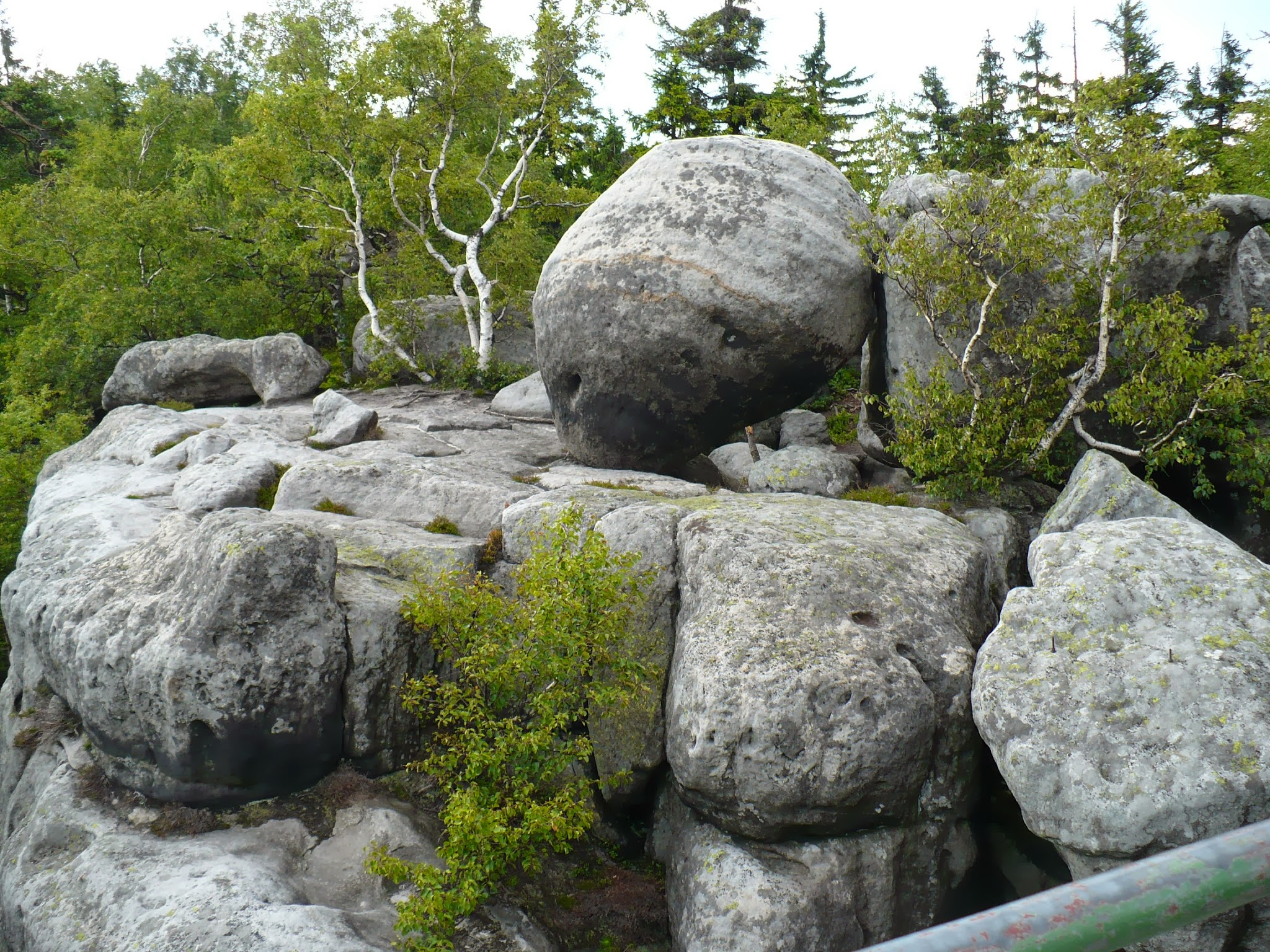